# Alan McNicoll
Vous lisez un « bon article » labellisé en 2018.
Pour les articles homonymes, voir McNicoll.
Alan Wedel Ramsay McNicoll est un officier supérieur de la Royal Australian Navy (RAN), né le 3 avril 1908 à Melbourne et mort le 11 octobre 1987 à Canberra.
À l'âge de treize ans, il entre au Collège royal de la marine australienne et obtient son diplôme en 1926. Après avoir suivi une formation complémentaire et occupé divers postes au sein des états-majors australien et britannique, il est affecté à la Royal Navy au début de la Seconde Guerre mondiale. Durant la campagne de la Méditerranée, il devient officier torpilleur de la 1re Flottille sous-marine et supervise le désarmement des navires ennemis capturés, tâche pour laquelle il est décoré de la médaille de George en 1941. À partir de 1942, il sert à bord du HMS King George V, qui escorte plusieurs convois de l'Arctique et prend part à l'opération Husky. Il est affecté à divers postes dans l'état-major de l'Amirauté britannique à partir de septembre 1943 et participe à la planification du débarquement de Normandie. Il retourne en Australie en octobre 1944.
En septembre 1945, McNicoll est nommé commandant en second du HMAS Hobart. Devenu commandant en 1949, il dirige le HMAS Shoalhaven puis le HMAS Warramunga avant d'être muté au quartier général de la Marine en juillet 1950. En 1952, il préside le comité de planification de l'opération Hurricane aux îles Montebello et est nommé commandant du HMAS Australia pour deux ans. Il retourne alors à Londres afin de suivre une formation complémentaire au Royal College of Defence Studies, en 1955. Il occupe également divers postes dans l'état-major de l'armée à Londres et à Canberra avant de faire partie du Naval Board, en 1960. Il est par la suite nommé premier commandant de la flotte australienne de Sa Majesté (HM Australian Fleet).
McNicoll est à l'apogée de sa carrière avec sa promotion au grade de vice-amiral et sa nomination au poste de chef d'état-major de la Marine, en février 1965. En tant que chef d'état-major, il doit faire face aux répercussions résultant de la collision entre le HMAS Melbourne et le Voyager en février 1964. En dépit de cela, il réussit à instaurer une modernisation majeure de la flotte australienne. En 1966, il supervise la contribution de la RAN à la guerre du Viêt Nam. Il prend sa retraite de la Marine australienne en 1968 et devient, pour un mandat de 5 ans, le premier ambassadeur d'Australie en Turquie.
En 1973, il prend sa retraite définitive et s'installe dans la ville de Canberra, où il meurt en 1987 à l'âge de 79 ans.

## Jeunesse et études
Alan McNicoll naît à Hawthorn (Victoria), dans la banlieue de Melbourne. Il est deuxième des cinq fils de Walter McNicoll, instituteur et officier de l'Armée de réserve australienne, et de Hildur (née Wedel Jarlsberg),. Il a des origines norvégiennes de par sa mère,. Il commence ses études primaires au Scotch College de Melbourne, avant que sa famille ne déménage à Goulburn, d'où il est envoyé au Scots College de Sydney. Le 1er janvier 1922, alors âgé de treize ans, McNicoll entre au Royal Australian Naval College dans le territoire de la baie de Jervis,,. Décrit par ses amis comme un jeune homme « citadin et studieux », il obtient de bons résultats sportifs et scolaires, notamment en matelotage, en histoire et en anglais. Après avoir obtenu son diplôme en 1926, il est affecté en Grande-Bretagne pour servir et se former dans la Royal Navy.

## Début de carrière

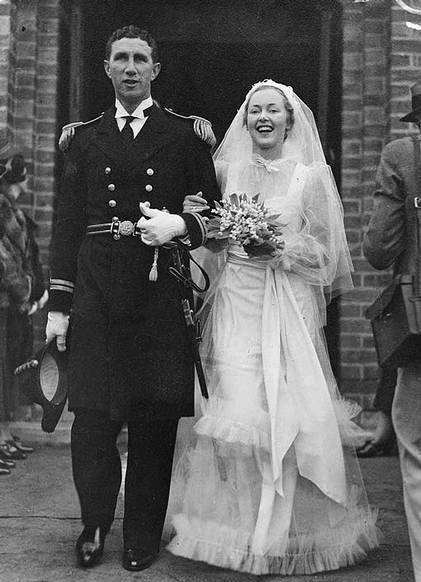
McNicoll et sa première épouse Ruth Timmins, le jour de leur mariage, le 18 mai 1937.

Nommé Sub-Lieutenant à titre temporaire en septembre 1928, McNicoll obtient ce grade à titre permanent l'année suivante. Il retourne alors en Australie et occupe un poste d'officier subalterne à bord du HMAS Cerberus. Il est par la suite affecté au HMAS Penguin avant d'obtenir un poste à bord du croiseur lourd de classe County HMAS Australia. Lors de son examen pour l'obtention du grade de lieutenant en 1929, McNicoll obtient la note la plus élevée dans toutes les matières et reçoit une somme symbolique de 10 livres en guise de récompense,. En juillet 1930, il est promu lieutenant. Après une affectation de douze mois à bord du HMAS Canberra entre 1932 et 1933, il décide de se spécialiser comme officier torpilleur et retourne au Royaume-Uni afin de suivre une formation intensive au Britannia Royal Naval College de Dartmouth,. Durant cette période, il rédige et publie un recueil de poèmes intitulé Sea Voices, centré sur la vie marine,.
Le service de McNicoll auprès de la Royal Navy prend fin en 1935, à sa sortie de Dartmouth. Il rentre en Australie et, au cours des trois années suivantes, sert successivement à bord du HMAS Canberra, du HMAS Sydney et du HMAS Cerberus, période durant laquelle il est promu lieutenant commander, le 1er avril 1938. Le 18 mai 1937, il épouse Ruth Timmins à l'église St Stephen's Church of England de Brighton (Victoria),,,. À partir de mars 1939, McNicoll est de nouveau affecté à la Royal Navy, où il effectue un stage à bord du HMS Vernon, peu de temps après le déclenchement de la seconde Guerre mondiale. Il réside à cette époque dans la ville de Portsmouth. En juin de la même année, la femme de McNicoll accouche de son premier enfant, un petit garçon prénommé Ian, qui décède à seulement une semaine,,. Le couple a plus tard deux autres fils, Guy et Anthony, ainsi qu'une fille, Deborah.

## Seconde Guerre mondiale

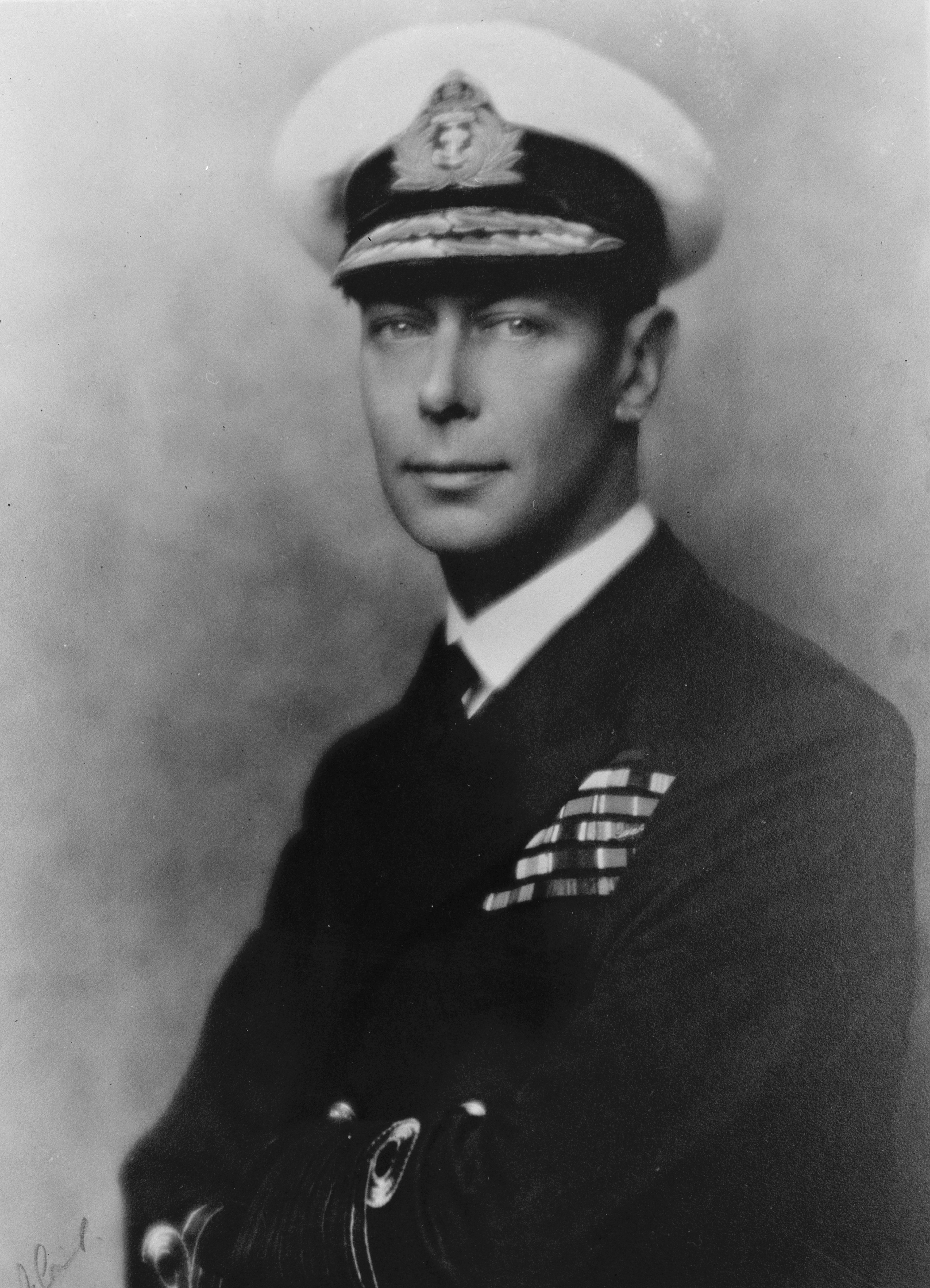
Le 15 février 1944, Alan McNicoll reçoit la Médaille de George des mains du roi George VI, vêtu ici de sa tenue officielle de la Royal Air Force.

Le 14 septembre 1939, soit treize jours après le déclenchement de la Seconde Guerre mondiale, McNicoll est affecté à bord du HMS Victory, navire amiral du commander-in-Chief, l'amiral Sir William James. En avril 1940, il est transféré à bord du croiseur léger HMS Fiji en tant que membre de l’équipage chargé de l’admission au service actif. Le 1er septembre 1940, le navire est gravement touché par une torpille et peine à rentrer au port de Portsmouth. Par la suite, McNicoll est affecté aux îles Fidji pendant six mois et, en octobre 1940, obtient un poste à bord du HMS Medway, un ravitailleur de sous-marins stationné à Alexandrie, où il est nommé officier torpilleur de la 1re Flottille sous-marine, durant la campagne de la Méditerranée,,. Outre sa fonction d'officier torpilleur, il est chargé de sécuriser les munitions des navires ennemis capturés. Il doit notamment désarmer le sous-marin italien Galileo Galilei, tâche qui consiste entre autres à retirer les volants d'inertie des huit torpilles qui se sont gravement corrodées,,. En reconnaissance de son « courage et son dévouement inébranlable à son devoir » lors de cette manœuvre, McNicoll reçoit la médaille de George en plus d'un discours élogieux de la part du commandant en chef. Le 8 juillet 1941, cet honneur est publié dans un supplément de la London Gazette.
En avril 1942, McNicoll est muté sur le cuirassé HMS King George V et y occupe de nouveau le poste d'officier torpilleur,,. Faisant partie du Home Fleet, le King George sert d'escorte à plusieurs convois de l'Arctique pendant toute la durée du conflit. McNicoll effectue sa première mission d'escorte lorsque le cuirassé participe au convoi PQ 15 — un des convois de l'Arctique destinés à l'URSS — durant les mois d'avril et mai 1942. Alors qu'il navigue dans un épais brouillard le 1er mai, le King George entre en collision avec le destroyer HMS Punjabi, qui est littéralement coupé en deux après le choc et finit par couler, entraînant de lourdes pertes humaines. Durant l'accident, plusieurs grenades anti-sous-marines explosent sur la poupe déjà endommagée du HMS King George V. Le cuirassé est d'abord rafistolé à Seidisfjord avant de se rendre au dock de Gladstone, à Liverpool, pour recevoir des réparations.

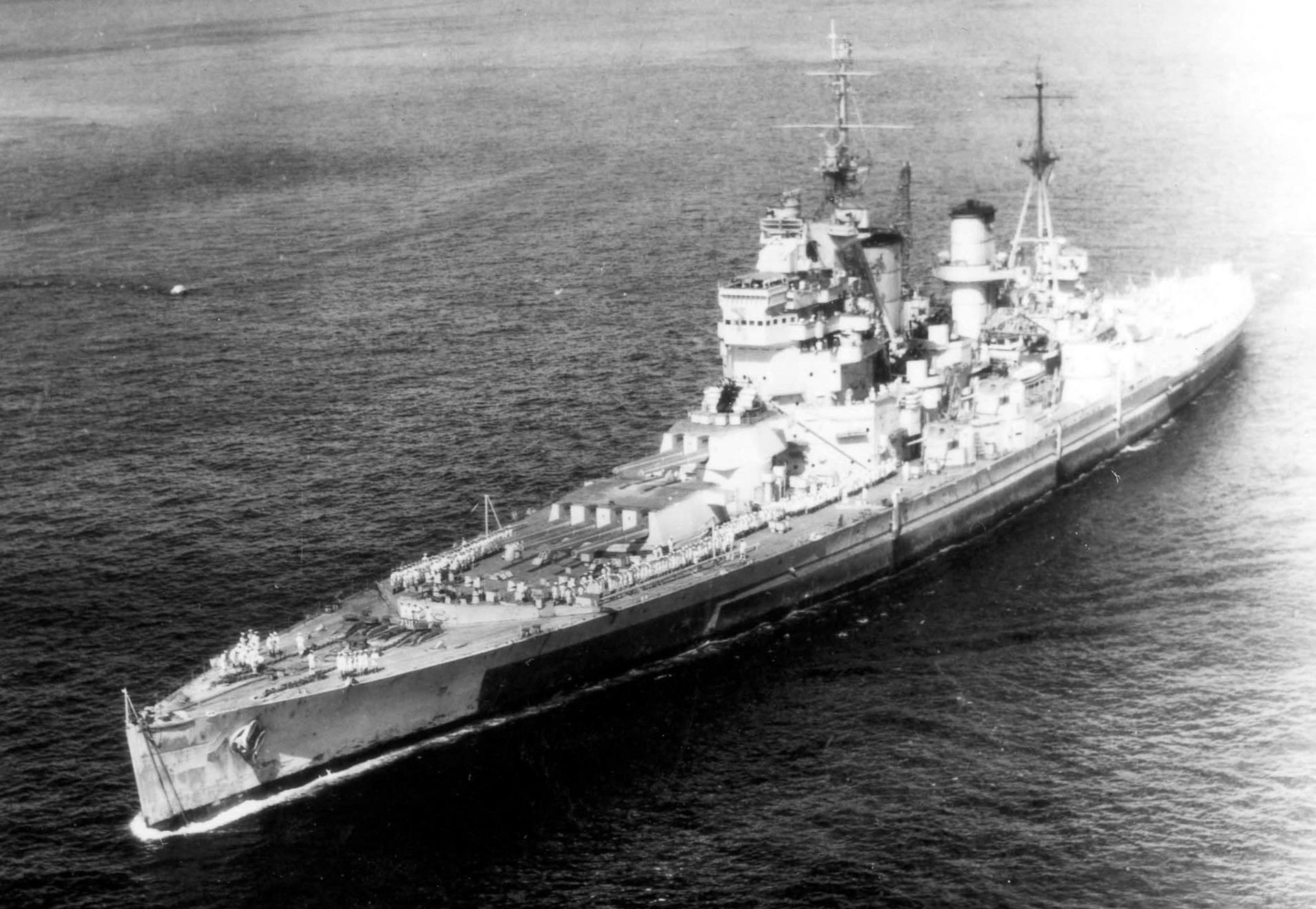
En avril 1942, McNicoll sert en tant qu'officier torpilleur du.

En décembre 1942, le HMS King George V effectue une mission d'escorte pour le Convoi JW 51A, qui arrive à bon port sans le moindre incident. C'est le premier convoi russe à naviguer directement depuis le Royaume-Uni sans faire escale en Islande. Après l'attaque allemande contre le convoi JW 51B — autre convoi de l'Arctique — durant la bataille de la mer de Barents, le King George est dépêché avec neuf autres navires venant de la baie de Scapa Flow pour couvrir le retour du convoi RA 51 et tenter de capturer les navires allemands engagés dans l'assaut précédent. Bien que les navires allemands ne sont pas interceptés, l'opération se termine avec succès. Au début de l'année 1943, le King George participe à l'escorte de deux autres convois, avant d'être transféré en Méditerranée en mai, en vue de l'opération Husky (invasion de la Sicile). Promu au rang de commander le 30 juin 1943, McNicoll prend part le mois suivant à l'invasion de la Sicile, où son navire fait partie de la force de couverture. Dans la nuit du 11 au 12 juillet, le HMS King George V et le HMS Howe bombardent la ville de Trapani et les îles de Favignana et Levanzo. Cette manœuvre, qui précède l'invasion, est une diversion qui vise à faire croire à l'ennemi que le débarquement s'effectuera sur la côte ouest de la Sicile.
Le 1er septembre 1943, McNicoll est brièvement réintégré sur le HMS Victory, avant d'être transféré le mois suivant à Londres, auprès de l'Amirauté, où il sert pendant un an et participe à la planification du débarquement de Normandie. Le 15 février 1944, il assiste à une cérémonie d'investiture au Palais de Buckingham, où le roi George VI lui remet officiellement la Médaille de George. À son retour en Australie en octobre 1944, il est affecté sur le HMAS Cerberus ; il sert à bord du navire jusqu'à la fin de la guerre,,. À cette période, il lui reste 5 années de service militaire à accomplir au sein de la Marine royale. Les trois frères de McNicoll servent aussi pendant la Seconde Guerre mondiale, : Ronald Ramsay, qui atteint le grade de major général à sa retraite de l'armée, et qui a également servi durant la guerre de Corée en tant que colonel du Royal Australian Engineers,,. Mais aussi Frederick Oscar Ramsay, qui devient lieutenant dans la Marine royale australienne, et enfin le journaliste David Ramsay, nommé lieutenant de la 7e division d'infanterie jusqu'en 1944, avant de passer le reste du conflit en tant que correspondant de guerre pour la Consolidated Press, à l'occasion de laquelle il couvre le débarquement de Normandie.

## Carrière d'après-guerre

### Commandant de navire

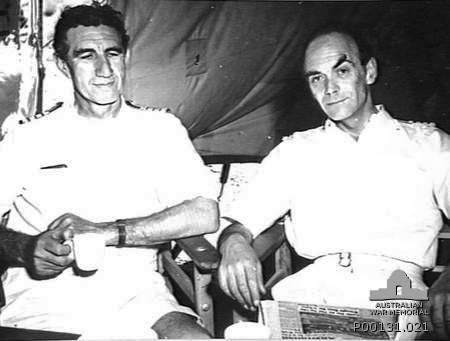
Alan McNicoll avec le commandant Hutchison de la Royal Navy, en octobre 1952. Les deux hommes étaient officiers de liaison pour l'opération Hurricane.

Le 16 septembre 1945, McNicoll est nommé commandant en second du croiseur léger HMAS Hobart, soit quinze jours après la fin des hostilités dans la guerre du Pacifique,. De novembre 1945 à juillet 1947, le Hobart sillonne les eaux japonaises avec la Force d'occupation du Commonwealth britannique. Le navire est placé en réserve à partir de décembre 1947 et McNicoll est brièvement muté à bord du HMAS Penguin, avant d'occuper le poste de chef de la planification et des opérations à l'état major de la marine, le 6 janvier 1948,,. Passé capitaine en juin 1949, il est nommé deux mois plus tard commandant de l'HMAS Shoalhaven, une frégate de la classe River. Parallèlement, il est chargé du commandement du 1er escadron de frégates de la RAN. En décembre 1949, il devient aide de camp honoraire du gouverneur général d'Australie pour une période de trois ans. En janvier 1950, McNicoll prend le commandement du destroyer HMAS Warramunga et ensuite le commandement du 10e escadron de destroyers,,.
Durant son temps de commandement du Warramunga, McNicoll conduit son navire dans les eaux australiennes, dans le cadre de l'Australia station, puis se rend en Nouvelle-Zélande, en mars 1950. Lors du déclenchement de la guerre de Corée, en juin de la même année, le Warramunga est désigné pour faire partie de la contribution australienne au conflit. Le navire intègre une force navale de cinq destroyers de la Royal Navy dirigée par un officier britannique. McNicoll étant d’un rang supérieur au commandant de la force navale, il est remplacé par le commandant Otto Becher le 28 juillet. Il est alors muté à l'état-major de la marine pour aider à la gérance et à la coordination du service militaire dans l'armée australienne, à la suite de la promulgation en 1951 de la loi sur le service national (National Service Act 1951). Après son transfert sur le HMAS Lonsdale en octobre 1951, il est nommé sous-chef d'état-major de la Marine.

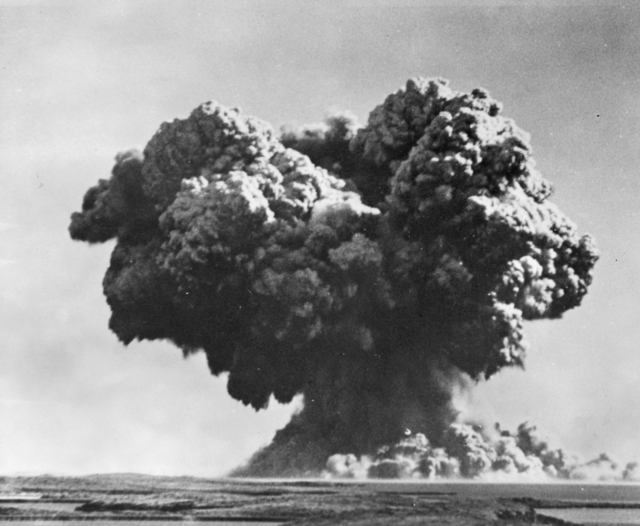
McNicoll est nommé à la tête du comité de planification de l'opération Hurricane, qui vise à tester la première bombe atomique britannique.

En 1952, il est nommé président du comité de planification de l'opération Hurricane, sur les îles Montebello, au large des côtes de l'Australie-Occidentale,,. Plus tard dans la même année, il est désigné, pour deux ans, comme commandant du croiseur lourd HMAS Australia. Outre sa fonction de commandant de ce navire, McNicoll occupe le poste de chef d’état-major auprès de l'officier supérieur chargé du commandement de la flotte australienne,. À cette époque, l'Australia arrive en fin de vie opérationnelle et est progressivement reconverti en navire d'entraînement depuis 1950. En tant que tel, le croiseur navigue généralement dans les eaux australiennes, bien qu'un bref voyage en Nouvelle-Zélande ait lieu en octobre 1953. Durant les New Years Honours de 1954, Alan McNicoll est fait Commandeur de l'Ordre de l'Empire britannique pour son implication dans le programme nucléaire britannique,,. La reine Élisabeth II lui remet la décoration trois mois plus tard, lors d'une cérémonie au Government House, à Melbourne.
Durant sa dernière année de service en 1954, le HMAS Australia effectue différentes tâches pour le compte de la Couronne britannique. En février et mars, le navire participe à l'escorte du Yacht royal SS Gothic lors de la tournée australienne suivant le couronnement de la reine Élisabeth II. Considéré comme « le navire le plus performant en termes d'efficacité générale, de propreté et de navigation », l'Australia se voit remettre la coupe de Gloucester le 25 mars 1954,. En mai, le navire est choisi par le maréchal Sir William Slim, gouverneur général de l'Australie, accompagné de son épouse et de son personnel de maison, pour une croisière autour de la mer de Corail, de la grande barrière de corail et des îles Whitsunday. Le voyage débute le 4 mai et deux jours plus tard, l'Australia utilise ses canons de 8 pouces pour la dernière fois en tirant quelques salves symboliques. Alors que le navire se trouve dans la mer de Corail, McNicoll porte secours à un navire de la marine royale néerlandaise immobilisé au large de la côte de Jayapura et ordonne de remorquer le bâtiment jusqu'à Cairns. Il est nommé commandeur de l'ordre d'Orange-Nassau par le gouvernement néerlandais pour ce service,,.

### Ascension vers l'état-major de la marine
En juillet 1954, le HMAS Australia est consigné puis désarmé le mois suivant, alors que McNicoll a rendu son commandement du navire. Par la suite, il reprend brièvement ses fonctions à l'état-major de la marine,. En novembre, il s'embarque pour Londres et rejoint le Imperial Defence College afin de suivre le cours qui permet d'accéder au haut-commandement,. McNicoll et sa femme Ruth se séparent en 1950 et le divorce est prononcé en octobre 1956, alors que sa session n'est pas encore terminée. Promu Rear admiral à titre temporaire en janvier 1957, il est peu de temps après nommé chef d'état-major des services interarmées australiens à Londres,,. Le 17 mai, il épouse en secondes noces Frances Mary Chadwick, une journaliste qui travaille au registre d'état civil de Hampstead,. Il rentre en Australie en février 1958 et occupe le poste d’adjoint militaire Secrétaire à la Défense,,. En juillet il est confirmé dans son grade.

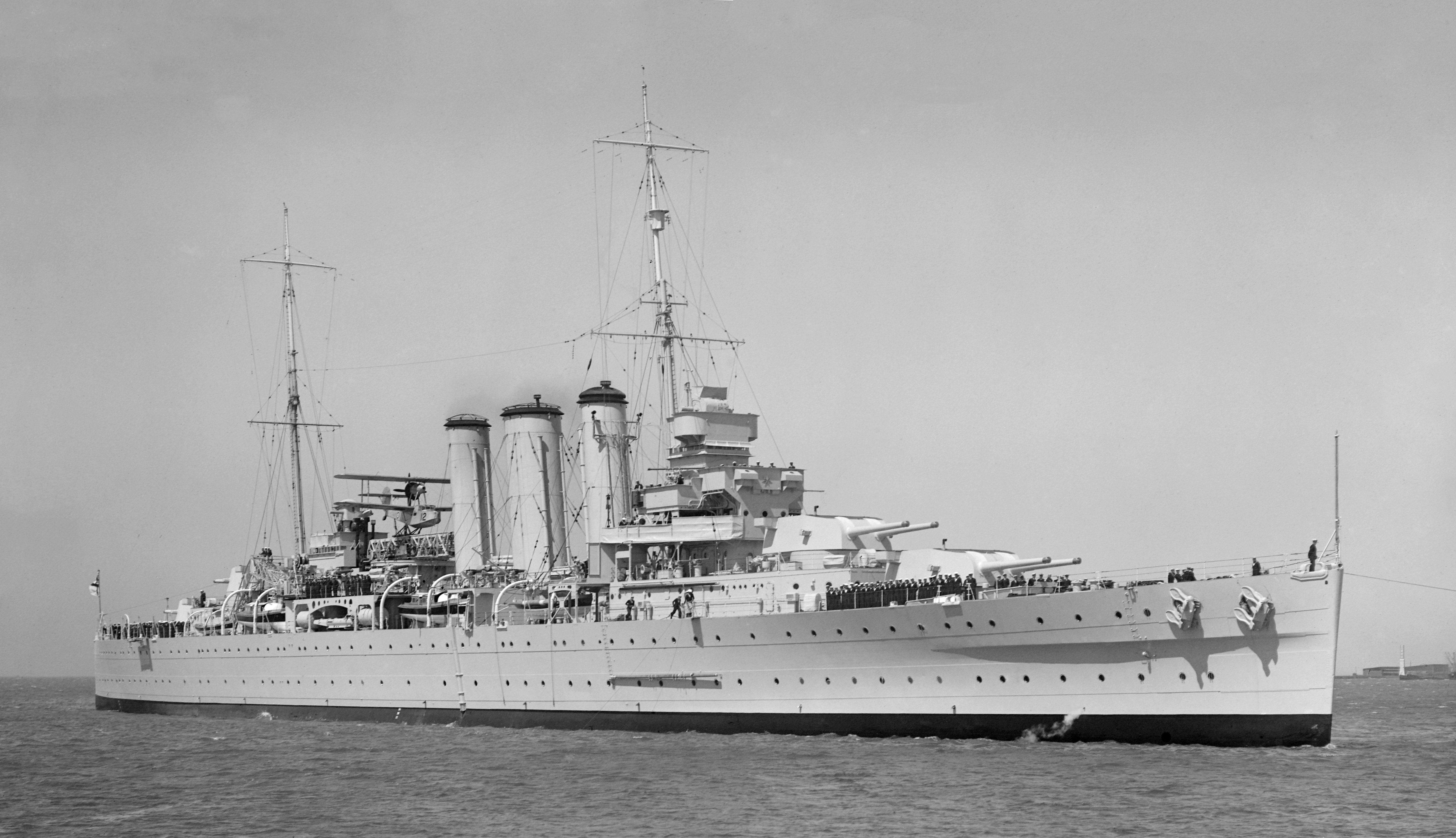
Le croiseur de classe County HMAS Australia. Le capitaine Alan McNicoll en a été le commandant entre 1952 et 1954.

Le 8 janvier 1960, McNicoll est affecté au Naval Board de Canberra et en devient le deuxième personnage, directeur des ressources humaines,. Selon l'historien Ian Pfennigwerth, cette nomination coïncide avec un certain désintérêt des jeunes à rejoindre la marine, qui plus est à un moment où le service a le plus besoin de nouveaux effectifs. Au cours de cette période, il est également nommé fiduciaire du Fonds de secours de la RAN. À la fin de son mandat au sein du conseil de la marine, il est nommé commandant en chef de la flotte australienne, le 8 janvier 1962, et hisse son étendard à bord du HMAS Melbourne, le vaisseau amiral de la RAN,. Le gouvernement australien décide que la RAN doit concentrer sa puissance navale dans la lutte anti-sous-marine, une position jugée imprudente par McNicoll, qui soutient que les attaques aériennes et terrestres représentent pour les forces navales une menace aussi importante que les sous-marins ennemis. Ainsi, il soutient la mise en service d'un nouveau porte-avions, plus moderne, en remplacement du HMAS Melbourne. L’Armée de terre et la Force aérienne royale australienne s'opposent à ce point de vue et le gouvernement décide finalement qu'aucune exigence stratégique n'oblige l'Australie à mettre en service un nouveau porte-avions, compte tenu des accords passés avec l’Organisation du traité de l'Asie du Sud-Est. En tout état de cause, McNicoll passe un mandat particulièrement difficile en tant que commandant de la flotte, après que la RAN a décidé de réviser complètement son ordre de bataille. Il est ainsi chargé de superviser l'introduction et le déploiement de 6 dragueurs de mines acquis auprès de la Royal Navy. Il doit également gérer l'arrivée des hélicoptères Westland Wessex et établir une capacité de maintenance navale plus moderne. Par ailleurs, McNicoll est chargé de veiller à ce que les engagements de la marine australienne à l'égard de la réserve stratégique d'Extrême-Orient soient respectés,.
Le séjour de McNicoll au poste de commandant de flotte prend fin le 6 janvier 1964, date à laquelle il retourne au Naval Board en tant que quatrième membre, responsable de la chaîne logistique. Mais dès le mois de juin de la même année, il prend le commandement de la région maritime d’Australie orientale dont le siège se trouve dans la base navale de Kuttabul à Sydney,,. À l'occasion des New Years Honours de 1965, McNicoll est nommé compagnon de l'Ordre du Bain.

### Chef d'état-major de la marine
Le 24 février 1965, McNicoll est promu vice-amiral et succède à Hastings Harrington au poste de chef d'état-major de la marine,,. Cette promotion lui permet également d'assurer la fonction de directeur du Naval Board. Son mandat de chef d'état-major est marqué par une période d'activité intense, du fait de l'engagement de l'Australie dans le Konfrontasi et la guerre du Viêt Nam. Il instaure une politique de modernisation en profondeur de la flotte australienne en mettant en service les destroyers de classe Perth, les patrouilleurs de classe Attack et les sous-marins de classe Oberon. Les Forces aériennes de la marine australienne sont également rééquipées d'avions américains à voilure fixe, mais, en dépit de ces acquisitions, la flotte de la RAN demeure assez peu puissante, une faiblesse que McNicoll attribue à une mauvaise planification des autorités précédentes. Il critique notamment leur manque de prévoyance dans les prises de décisions stratégiques, ce qui conduit à des « incohérences et des estimations inadéquates » des besoins futurs de la marine. En plus des complications liées au mauvais état de la plupart des équipements de la RAN, McNicoll fait face à d'importants problèmes relatifs au moral et au recrutement. Une série d'incidents survenus au cours de la décennie précédente a en effet induit ce que l'historien naval Tom Frame qualifie de « déconsidération importante des normes professionnelles de la marine par le public ». Bien que déjà préoccupante, la situation s'aggrave après la collision entre le HMAS Melbourne et le Voyager, en février 1964. Après cet accident, la RAN est soumise à deux commissions d'enquêtes dont les résultats dégradent encore l’opinion publique à l'égard du haut commandement de la Marine,. Tous ces événements affectent le moral des marins de la Royal Australian Navy, qui néanmoins retrouvent une certaine confiance et de la considération pour eux-mêmes grâce à McNicoll,.

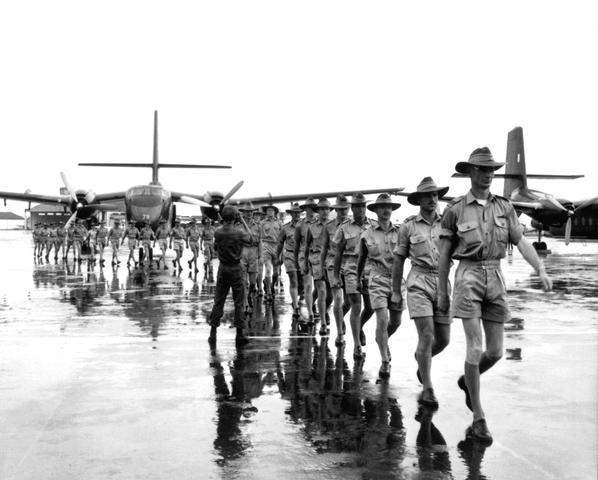
Soldats australiens arrivant à l'aéroport de Saïgon, le 10 août 1964. McNicoll fait partie des acteurs majeurs de l'engagement australien dans la guerre du Viêt Nam.

À l'approche du terme du mandat de l'air chief marshal Sir Frederick Scherger au poste de commandant en chef des Forces armées en mai 1966, un successeur devait être désigné parmi les chefs des différentes branches des forces armées. Le chef d'état-major général, le lieutenant général Sir John Wilton, est d'abord considéré par les hauts dirigeants de l'armée et de la marine comme le candidat idéal pour le poste. Cependant, vers la fin de l'année 1965, de nombreuses spéculations concernant l'identité du futur commandant en chef surgissent ; le premier ministre Robert Menzies préfère McNicoll, tout comme le ministre de la Défense, Sir Ted Hicks, qui le trouve plus intelligent et objectif que Wilton. De son côté, McNicoll exerce d'énormes pressions pour obtenir le poste, avec l'appui de son épouse Frances, qui fait activement campagne pour le compte de son mari. En décembre 1965, le successeur de Scherger n'est toujours pas désigné et Menzies choisit de reporter la nomination à l'année suivante. Toutefois, après la démission de Menzies en janvier 1966, Harold Holt, le nouveau premier ministre, ainsi que le nouveau ministre de la Défense Allen Fairhall, nomment Wilton au poste de commandant en chef des forces armées. Quoi qu'il en soit, McNicoll est nommé Chevalier Commandeur de l'Ordre de l'Empire britannique la même année pour ses services rendus en tant que chef d'état-major de la marine australienne.
À l'annonce de la participation de la RAN à la guerre du Viêt Nam, McNicoll propose en juillet 1966 le déploiement dans les eaux vietnamiennes de quatre dragueurs de mines australiens stationnés à Singapour car, selon lui, la présence de ces navires sur cette zone n'est désormais plus nécessaire après la fin du Konfrontasi. Le projet est rejeté par le ministre de la Défense Allen Fairhall qui, à l'approche des élections, tient à ce que rien ne soit décidé avant la fin des scrutins. La possibilité d'une contribution navale à la guerre du Viêt Nam est de nouveau évoquée en décembre, et le gouvernement décide finalement que le destroyer HMAS Hobart ainsi qu'une unité amphibie composée de six personnes soient déployés sous le nom de Royal Australian Navy Force Vietnam. Selon un accord passé entre McNicoll et l'amiral américain Roy L. Johnson, commandant de l'United States Pacific Fleet, le HMAS Hobart doit être rattaché à la Septième flotte des États-Unis et mener des bombardements contre des cibles terrestres. Dès lors, l'Australie déploie en permanence un destroyer au Viêt Nam, au rythme d'une rotation de navire tous les six mois. À la satisfaction de McNicoll, la contribution de la RAN au théâtre vietnamien est renforcée en 1967 avec la formation du RAN Helicopter Flight Vietnam et l'envoi d'équipages de l’aéronavale en soutien des pilotes du 9e Escadron de la Force aérienne royale australienne,.

## Retraite de la RAN et carrière de diplomate
Le 2 avril 1968, McNicoll prend sa retraite de la RAN après 46 ans de service ; il est remplacé par le vice-amiral Victor Smith au poste de chef d'état-major de la Marine,,. Avant de prendre sa retraite, il effectue une tournée d'adieu et rend visite à plusieurs navires et établissements navals à travers toute l'Australie. Le voyage se termine par une visite de deux semaines au Viêt Nam. McNicoll se trouve à Saïgon lorsque la ville est attaquée par les forces du Front national de libération du Sud Viêt Nam, dans le cadre de l'offensive du Tết,,. Réputé être un homme « en quête d'action », il déclare plus tard avoir ressenti un « grand frisson » durant l'assaut, alors qu'il était sur le point de retourner en Australie.
Après sa retraite de la marine, McNicoll est nommé premier ambassadeur de l'Australie en Turquie,. Il noue une relation amicale entre les gouvernements australien et turc, malgré les problèmes de logistique liés à l'établissement d'une nouvelle ambassade et le manque de connaissance mutuelle entre les deux pays. Il occupe son poste diplomatique à Ankara pendant cinq ans, avant de retourner en Australie, où il prend sa retraite définitive à Canberra, en 1973.

## Décès et héritage

Le pavillon de la Marine royale australienne, créé en 1966 par le Naval Board sous la direction de McNicoll.

Le pavillon de la RAN dénommé White Ensign australien est le testament visuel du temps de commandement de McNicoll comme chef d'état-major de la Marine,,. Après la création de la RAN en 1911, le White Ensign britannique a toujours été le pavillon officiel des navires de la marine australienne, mais depuis l'implication de l'Australie dans la guerre du Viêt Nam — un conflit dans lequel le Royaume-Uni n'est pas impliqué —, l'identité visuelle des navires de la RAN est sujette à controverses. En octobre 1965, le politicien Sam Benson conteste devant le Parlement l'utilisation du pavillon britannique, tandis que McNicoll soulève la question auprès du Conseil supérieur de la marine qui décide de recommander au gouvernement la création d'un nouveau pavillon. Le gouvernement approuve la proposition et le White Ensign australien devient officiellement le pavillon de la Marine royale australienne, le 1er mars 1967,.
Décrit par ses proches comme « un homme de culture ayant un goût littéraire raffiné », McNicoll se passionne pour les arts et, en 1979, publie une traduction des Odes d'Horace,. Il est également un amateur de musique et un passionné de pêche à la mouche.
Sir Alan McNicoll meurt le 11 octobre 1987 à l'âge de 79 ans. Considéré par ses collègues comme un « administrateur cultivé, travailleur et compétent », il est incinéré avec les honneurs de la Marine royale australienne. Il laisse dans le deuil sa femme ainsi que les enfants issus de son premier mariage.

## Œuvre
- (en) Alan McNicoll, Sea voices, Australia : A.W.R. McNicoll, G.C. Ingleton, producer, 1932[d].